# Seleção Suíça de Futebol
A Seleção Suíça de Futebol (também conhecida como Schweizer Nationalmannschaft em alemão, La Nati em francês, Squadra Nazionale em italiano e Squadra Naziunala em romanche) representa a Suíça no futebol. é regida pela Associação Suíça de Futebol. A seleção disputou a Copa do Mundo FIFA de 2018, na Rússia, no Grupo E, sendo eliminada na fase das oitavas de final pela Suécia.
O logotipo da equipe é ASF-SFV, que representa as iniciais da Associação Suíça de Futebol nas línguas oficiais do país: ASF representa tanto o francês (Association Suisse de Football) como o italiano (Associazione Svizzera di Football) e SFV representa o alemão (Schweizerischer Fußballverband), além de formarem a tradicional cruz suíça. A sigla em romanche (a língua menos falada dentre todas as oficiais) é ASB (Associaziun Svizra da Ballape), mas não está presente no emblema da federação.
Em 2006, a Suíça conseguiu um recorde na história das Copas do Mundo, ao ser eliminada da competição sem sofrer nenhum gol, perdendo para a Ucrânia nos pênaltis, sem converter sequer um único pênalti – tornando-se a primeira seleção na história das Copas a registrar tal feito. Eles não sofreram gols até a segunda partida da fase de grupos da Copa do Mundo 2010 (incluindo a vitória por 1-0 na primeira partida da competição contra a eventual campeã Espanha), quando sofreram gol aos 29 minutos do segundo tempo contra o Chile, estabelecendo um recorde em Copas do Mundo de minutos consecutivos sem sofrer gols.
A Suíça sediou a Eurocopa 2008 juntamente com a Áustria, participando pela terceira vez da competição. Tal como aconteceu nas duas exibições anteriores, o país não passou da fase de grupos.
O maior artilheiro da seleção é o ex-atacante Alexander Frei.

## História
A 5ª edição da Copa do Mundo, em 1954, foi sediada pela Suíça, e foi vencida pela Alemanha Ocidental por 3-2 contra a Hungria. Na disputa pelo 3º lugar, a Áustria superou o Uruguai por 3-1. A Suíça foi eliminada pelos austríacos nas quartas-de-final, por 7x5.
O melhor resultado da Suíça em Copas do Mundo foi um 6º lugar no mundial de 1950.
Nas Olimpíadas, conquistou a medalha de prata nos Jogos Olímpicos de 1924.

### Eurocopa 2004
Na Eurocopa, a Suíça ficou em 15º lugar em 2004.
Classificação: a Suíça se classificou para a Eurocopa 2004 sediada por Portugal, ao terminar em primeiro lugar no grupo 10, à frente de Rússia e Irlanda.
Fase de grupos: Após um empate em 0-0 contra a Croácia, a Suíça perdeu por 3-0 com a Inglaterra e por 3-1 contra a França, terminando assim em último lugar no grupo B do torneio.
Curiosidades: Johann Vonlanthen tornou-se o mais jovem marcador da história em competições da Eurocopa, ao empatar o jogo contra a França, batendo o recorde por três meses de diferença, apenas quatro dias depois de Wayne Rooney.

### Copa do Mundo 2006: defesa invicta

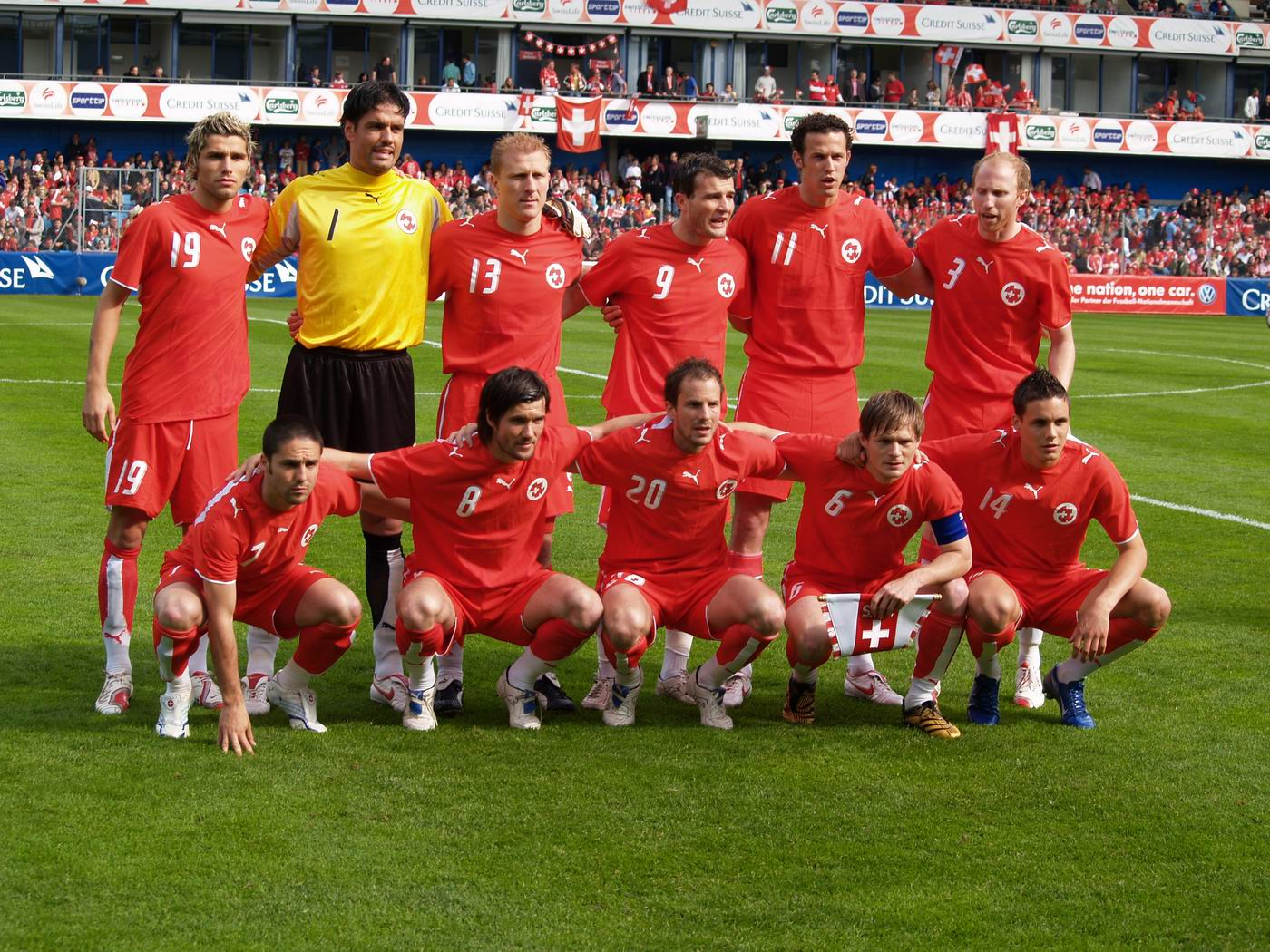
Seleção da Suíça antes do jogo contra a China, antes da Copa de 2006. Atletas em pé: Behrami, Zuberbühler, Grichting, Alexander Frei, Streller e Magnin. Agachados: Cabañas, Wicky, Patrick Müller, Vogel e David Degen.

Classificação: A Copa do Mundo de 2006 na Alemanha foi o primeiro mundial para a Suíça desde a sua participação em 1994. Depois de terminar em segundo lugar no grupo 4, atrás da França na fase de classificação, derrotou a Turquia nas rodadas decisivas por 2-0 e por 4-2 para se classificar para o mundial.
Fase de grupos: Na fase de grupos, eles jogaram novamente contra a França. A partida, disputada em Stuttgart, terminou com um empate sem gols. Após derrotar o Togo por 2-0 em Dortmund e a Coreia do Sul por 2-0 em Hanôver, terminou em primeiro lugar no grupo G, com atuações marcantes do goleiro Zuberbühler, a seleção suíça acabou obtendo a classificação para a fase eliminatória.
Oitavas-de-final: Na segunda fase do torneio, a Suíça enfrentou a Ucrânia em Colônia. A partida teve que ser decidida nos pênaltis, já que nenhum gol foi marcado no tempo normal e na prorrogação. A Ucrânia venceu por 3-0.
Curiosidade: A Suíça é a única equipe da história das Copas a não sofrer nenhum gol durante o tempo regulamentar das suas partidas durante uma primeira fase de uma Copa. O artilheiro suíço na competição foi Alexander Frei, com 2 gols.

### Eurocopa 2008
Classificação: A Suíça sediou a Eurocopa 2008 em conjunto com a Áustria e, portanto, estava automaticamente classificada.
Fase de grupos: a Suíça jogou todas as partidas do grupo A em Basileia. Depois de perder o jogo de abertura por 1-0, contra a República Tcheca, e o segundo jogo por 2-1 contra a Turquia, foi eliminada do torneio em sua própria casa após apenas dois jogos. A consolação veio com a vitória por 2-0 sobre Portugal, na última partida da fase de grupos.
Curiosidade: Todos os 3 gols da Suíça foram marcados por Hakan Yakin.
A Suíça terminou a competição em 9º lugar, o melhor desempenho do país na competição.

### Copa do Mundo 2010
Classificação: A Suíça jogou no grupo 2 das Eliminatórias Europeias para o Mundial de 2010 na África do Sul. Apesar de uma derrota vergonhosa em casa contra Luxemburgo, terminou em primeiro no grupo, à frente de Grécia, Letônia e Israel.
Fase de grupos: Em sua primeira partida da fase de grupos, a equipe conseguiu uma vitória por 1-0 contra a Espanha, considerada a favorita da competição, o que pôs a Suíça na liderança do grupo juntamente com o Chile. Com um gol de Mark González, a Suíça perdeu para o Chile e ficou atrás dos sul-americanos na classificação. Os suíços precisavam de uma vitória na última partida, contra Honduras, mas um empate sem gols selou a eliminação dos helvéticos ainda na primeira fase.
Curiosidade: A Suíça se tornou em 2010 a seleção recordista com o maior tempo sem sofrer gols em Copas, com mais de 551 minutos, tendo a invencibilidade quebrada com um gol de Mark González na derrota para o Chile.

### Copa do Mundo 2014
Classificação: A Suíça jogou no grupo 5 das Eliminatórias Européias para a Copa do Mundo de 2014 no Brasil. Terminou invicta com 7 Vitória e 3 Empates, num grupo que tinha Islândia, Eslovênia, Noruega, Albânia e Chipre. Ainda foi escolhida para ser cabeça de chave do Grupo E da copa de 2014.
Fase de Grupos: Está no grupo E da copa, juntamente com Equador, França e Honduras. Sua primeira partida foi contra o Equador no dia 15 de Junho no Estádio Nacional de Brasília,  (também conhecido como Estádio Mané Garrincha), quando venceu pelo placar de 2-1. No dia 20 perdeu para a França de 5 a 2  no Estádio Octávio Mangabeira (também conhecido como Estádio Fonte Nova). No dia 25 venceu Honduras por 3 a 0, todos eles feitos por Xherdan Shaqiri.
Oitavas De Final: A Suíça enfrentou a Argentina nas oitavas de final e segurou o placar em 0-0 até os 118 minutos, quando a Argentina abriu o placar com um gol de Ángel Di María e eliminou a Suíça.

### Copa do Mundo 2018
Classificação: A Suíça jogou no grupo B das Eliminatórias Européias para a Copa do Mundo de 2018, na Rússia. Terminou com a grande campanha de 9 vitórias e somente uma única derrota. O grupo contou com Portugal, Hungria, Ilhas Faroe, Letônia e Andorra. Acabou ficando em 2ª colocada, empatada em pontos com a seleção portuguesa, mas perdendo no saldo de gols. Pela repescagem enfrentou a Irlanda do Norte, vencendo o primeiro jogo por 1x0 e mantendo o 0x0 no 2º jogo.
Fase de Grupos: Está no grupo E da copa, juntamente com Brasil, Costa Rica e Sérvia. Os suíços fizeram sua estreia contra o Brasil, empatando a partida em 1x1, com gol de Zuber. Na segunda partida, venceram a Sérvia por 2x1, virando o jogo com gols de Xhaka e Shaqiri. A última partida da primeira fase foi contra a Costa Rica e terminou 2x2, com gols de Džemaili e Drmić.
Oitavas-de-final: A adversária foi a Suécia, que se classificou em 1º lugar pelo Grupo F. A derrota por 1x0 (com um gol contra de Akanji) eliminou os suíços novamente na fase de oitavas-de-final.

### Eurocopa 2020: Campanha histórica
Na Euro 2020, a Suíça terminou em terceiro lugar no Grupo A, que teve Itália, País de Gales e Turquia; no entanto, conseguiram se classificar para a próxima fase como um dos melhores terceiros colocados. Nas oitavas de final , a Suíça derrotou a França, campeã da Copa do Mundo e uma das seleções favoritas na competição, nos pênaltis, após um empate de 3 a 3 no tempo normal e superar um déficit de 1-3 no segundo tempo, para ter sua primeira vitória na fase de mata-mata em um grande torneio desde a Copa do Mundo de 1938, nas penalidades venceu por 5 a 4. Nas quartas de final, a Suíça acabou sendo eliminada nos pênaltis pela Espanha, após um empate de 1x1 no tempo regulamentar e um jogo emocionante.

### Eurocopa 2024
Na Euro 2024 novamente a Suíça demonstrou sua força classificando-se para a fase de playoff na segunda posição com 5 pontos em um grupo que contava com Alemanha, Escócia e Hungria. A seleção suíça inclusive surpreendia e vencia por 1-0 o jogo contra a seleção alemã, uma das favoritas à conquista do torneio, até sofrer o empate aos 90+2 minutos.
Nas oitavas-de-final eliminou a Itália, que defendia o título, por um convincente 2-0.
Nas quartas-de-final enfrentou uma Inglaterra que não convencia, mas que avançava no torneio. A Suíça abriu o placar com Embolo, mas sofreu o gol de empate poucos minutos depois, em partida que se arrastou para os pênaltis e terminou em vitória inglesa por 5-3. Novamente a Suíça se viu eliminada em uma disputa por pênaltis e, novamente, eliminada de um torneio não perdendo nenhuma partida com bola rolando.

## Títulos

### Títulos de base

#### Seleção Sub-17
- Copa do Mundo Sub-17: 1 (2009)
- Eurocopa Sub-17: 1 (2002)

## Campanhas de destaque
- Copa do Mundo da FIFA de 2006: Eliminada nas oitavas de final de forma invicta e sem tomar nenhum gol.
- Copa do Mundo de 1950: 6º lugar
- Olimpíadas de 1924: medalha de prata
- Eurocopa 2008: 9º lugar

## Torcedores
Uma das grandes dificuldades da torcida suíça está em elaborar cantos para apoiar a seleção nacional, já que no país existem quatro idiomas oficiais: alemão, francês, italiano e romanche. A maior parte da população tem como idioma primário o suíço-alemão (variante não-oficial do alemão, com inúmeros dialetos diferentes espalhados pelo pequeno país) ou o francês. E com base nisso, o grito mais tradicional nos estádios é o "Hopp Schwiiz/Hop Suisse", que pode ser traduzido como "vai, Suíça", soando semelhante quando falado nos dois idiomas. Em alemão, o nome do país é Schweiz, mas os cantos utilizam o nome do país em suíço-alemão, Schwiiz (pronuncia-se "Schvíts"). Antes do início das partidas disputadas em território suíço pode-se ouvir os torcedores gritando em coro a referida frase.
É também bastante comum ouvir os torcedores tocando sinos de vacas durante as partidas (e não é raro vê-los vestidos com fantasias de vacas, também), uma maneira bem-humorada de brincar com a tradição do país em produzir laticínios e chocolates apreciados no mundo todo (alguns chapéus em formato de queijo também costumam ser vistos no meio da torcida durante os jogos).
Os torcedores costumam se orgulhar do forte sistema defensivo característico da equipe, que já garantiu inclusive quebra de recorde durante Copas do Mundo, mas ao mesmo tempo fazem piadas com a grande dificuldade da equipe em vencer partidas que seguem para prorrogações e/ou decisões por pênaltis, situações que culminaram em recentes fracassos (inclusive em uma eliminação sem converter um pênalti sequer).

## Uniformes

### Uniformes dos jogadores
- Uniforme principal: Camisa vermelha, calção e meias vermelhas;
- Uniforme reserva: Camisa branca, calção e meias brancas.

| 1º Uniforme | 2º Uniforme |

### Uniformes dos goleiros
| Cores do Time · Cores do Time · Cores do Time · Cores do Time · Cores do Time | Cores do Time · Cores do Time · Cores do Time · Cores do Time · Cores do Time | Cores do Time · Cores do Time · Cores do Time · Cores do Time · Cores do Time |

### Uniformes de treino
| Jogadores | C. Técnica |

### Uniformes anteriores
- 2020

| 1º Uniforme | 2º Uniforme |

- 2018

| Titular | Reserva |

- 2016-2017

| Titular | Reserva |

- 2012

| Titular | Reserva |

- 2010-2011

| Titular | Reserva |

- 2010

| Titular | Reserva |

#### Fornecedores esportivos
| Material esportivo | Período   |
| ------------------ | --------- |
| Adidas             | 1976–1989 |
| Blacky             | 1990–1992 |
| Lotto              | 1992–1998 |
| Puma               | 1998–     |

## Desempenho em competições
| Desempenho na Copa do Mundo | Desempenho na Copa do Mundo | Desempenho na Copa do Mundo | Desempenho na Copa do Mundo | Desempenho na Copa do Mundo | Desempenho na Copa do Mundo | Desempenho na Copa do Mundo | Desempenho na Copa do Mundo |
| Ano                         | Fase                        | J                           | V                           | E[i]                        | D                           | GP                          | GC                          |
| --------------------------- | --------------------------- | --------------------------- | --------------------------- | --------------------------- | --------------------------- | --------------------------- | --------------------------- |
| 1930                        | Não se classificou          | Não se classificou          | Não se classificou          | Não se classificou          | Não se classificou          | Não se classificou          | Não se classificou          |
| 1934                        | Quartas de final            | 2                           | 1                           | 0                           | 1                           | 5                           | 5                           |
| 1938                        | Quartas de final            | 2                           | 0                           | 1                           | 1                           | 1                           | 3                           |
| 1950                        | Primeira fase               | 3                           | 1                           | 1                           | 1                           | 4                           | 6                           |
| 1954                        | Quartas de final            | 4                           | 2                           | 0                           | 2                           | 11                          | 11                          |
| 1958                        | Não se classificou          | Não se classificou          | Não se classificou          | Não se classificou          | Não se classificou          | Não se classificou          | Não se classificou          |
| 1962                        | Primeira fase               | 3                           | 0                           | 0                           | 3                           | 2                           | 8                           |
| 1966                        | Primeira fase               | 3                           | 0                           | 0                           | 3                           | 1                           | 9                           |
| 1970                        | Não se classificou          | Não se classificou          | Não se classificou          | Não se classificou          | Não se classificou          | Não se classificou          | Não se classificou          |
| 1974                        | Não se classificou          | Não se classificou          | Não se classificou          | Não se classificou          | Não se classificou          | Não se classificou          | Não se classificou          |
| 1978                        | Não se classificou          | Não se classificou          | Não se classificou          | Não se classificou          | Não se classificou          | Não se classificou          | Não se classificou          |
| 1982                        | Não se classificou          | Não se classificou          | Não se classificou          | Não se classificou          | Não se classificou          | Não se classificou          | Não se classificou          |
| 1986                        | Não se classificou          | Não se classificou          | Não se classificou          | Não se classificou          | Não se classificou          | Não se classificou          | Não se classificou          |
| 1990                        | Não se classificou          | Não se classificou          | Não se classificou          | Não se classificou          | Não se classificou          | Não se classificou          | Não se classificou          |
| 1994                        | Oitavas de final            | 4                           | 1                           | 1                           | 2                           | 5                           | 7                           |
| 1998                        | Não se classificou          | Não se classificou          | Não se classificou          | Não se classificou          | Não se classificou          | Não se classificou          | Não se classificou          |
| 2002                        | Não se classificou          | Não se classificou          | Não se classificou          | Não se classificou          | Não se classificou          | Não se classificou          | Não se classificou          |
| 2006                        | Oitavas de final            | 4                           | 2                           | 2                           | 0                           | 4                           | 0                           |
| 2010                        | Primeira fase               | 3                           | 1                           | 1                           | 1                           | 1                           | 1                           |
| 2014                        | Oitavas de final            | 4                           | 2                           | 0                           | 2                           | 7                           | 7                           |
| 2018                        | Oitavas de final            | 4                           | 1                           | 2                           | 1                           | 5                           | 5                           |
| 2022                        | Oitavas de final            | 4                           | 2                           | 0                           | 2                           | 5                           | 9                           |
| 2026                        | A definir                   | -                           | -                           | -                           | -                           | -                           | -                           |
| Total                       | 0 títulos                   | 31                          | 10                          | 6                           | 16                          | 41                          | 57                          |

| Desempenho na Eurocopa | Desempenho na Eurocopa | Desempenho na Eurocopa | Desempenho na Eurocopa | Desempenho na Eurocopa | Desempenho na Eurocopa | Desempenho na Eurocopa | Desempenho na Eurocopa |
| Ano                    | Fase                   | J                      | V                      | E                      | D                      | GP                     | GC                     |
| ---------------------- | ---------------------- | ---------------------- | ---------------------- | ---------------------- | ---------------------- | ---------------------- | ---------------------- |
| 1960                   | Não se classificou     | Não se classificou     | Não se classificou     | Não se classificou     | Não se classificou     | Não se classificou     | Não se classificou     |
| 1964                   | Não se classificou     | Não se classificou     | Não se classificou     | Não se classificou     | Não se classificou     | Não se classificou     | Não se classificou     |
| 1968                   | Não se classificou     | Não se classificou     | Não se classificou     | Não se classificou     | Não se classificou     | Não se classificou     | Não se classificou     |
| 1972                   | Não se classificou     | Não se classificou     | Não se classificou     | Não se classificou     | Não se classificou     | Não se classificou     | Não se classificou     |
| 1976                   | Não se classificou     | Não se classificou     | Não se classificou     | Não se classificou     | Não se classificou     | Não se classificou     | Não se classificou     |
| 1980                   | Não se classificou     | Não se classificou     | Não se classificou     | Não se classificou     | Não se classificou     | Não se classificou     | Não se classificou     |
| 1984                   | Não se classificou     | Não se classificou     | Não se classificou     | Não se classificou     | Não se classificou     | Não se classificou     | Não se classificou     |
| 1988                   | Não se classificou     | Não se classificou     | Não se classificou     | Não se classificou     | Não se classificou     | Não se classificou     | Não se classificou     |
| 1992                   | Não se classificou     | Não se classificou     | Não se classificou     | Não se classificou     | Não se classificou     | Não se classificou     | Não se classificou     |
| 1996                   | Primeira fase          | 3                      | 0                      | 1                      | 2                      | 1                      | 4                      |
| 2000                   | Não se classificou     | Não se classificou     | Não se classificou     | Não se classificou     | Não se classificou     | Não se classificou     | Não se classificou     |
| 2004                   | Primeira fase          | 3                      | 0                      | 1                      | 2                      | 1                      | 6                      |
| 2008                   | Primeira fase          | 3                      | 1                      | 0                      | 2                      | 3                      | 3                      |
| 2012                   | Não se classificou     | Não se classificou     | Não se classificou     | Não se classificou     | Não se classificou     | Não se classificou     | Não se classificou     |
| 2016                   | Oitavas de final       | 4                      | 1                      | 3                      | 0                      | 3                      | 2                      |
| 2020                   | Quartas de final       | 5                      | 1                      | 3                      | 1                      | 8                      | 9                      |
| 2024                   | Quartas de final       | 5                      | 2                      | 3                      | 0                      | 8                      | 4                      |
| Total                  | 0 títulos              | 23                     | 5                      | 11                     | 7                      | 24                     | 28                     |

## Técnicos
- Karl Rappan
- Alfredo Foni
- Erwin Ballabio
- Louis Maurer
- René Hussy
- Miroslav Blažević
- Roger Vonlanthen
- Leo Walker
- Paul Wolfisberg
- Daniel Jeandupeux
- Uli Stielike
- Roy Hodgson
- Artur Jorge
- Rolf Fringer
- Gilbert Gress
- Enzo Trossero
- Jakob "Köbi" Kuhn
- Ottmar Hitzfeld
- Vladimir Petković

## Jogadores naturalizados ou com dupla cidadania

### Atuando pela Suíça
Algo que chama a atenção sobre a seleção suíça é a grande quantidade de jogadores nascidos em outros países, ou então com descendência direta de outros países (principalmente nações dos Bálcãs e nações africanas). O grande número de imigrantes e filhos de imigrantes atuando pela equipe teve influência positiva e trouxe um novo status para os helvéticos, que passaram a figurar em posições elevadas no Ranking da FIFA. Grandes nomes da seleção suíça e que já não atuam mais pelo time nacional, como Philippe Senderos (pai espanhol, mãe sérvia), os irmãos Hakan Yakin e Murat Yakin (ambos filhos de pais turcos), Ciriaco Sforza (filho de italianos) e Kubilay Türkyılmaz (filho de turcos que, inclusive, pediu para não enfrentar a Turquia por medo de ser chamado de traidor), se incluíam nessa estatística.
Dentre os jogadores atualmente defendendo a seleção, podemos destacar:
| Jogador             | Local de Nascimento | Descendência                   |
| ------------------- | ------------------- | ------------------------------ |
| Admir Mehmedi       | Gostivar            | Albânia                        |
| Almen Abdi          | Prizren             | Albânia · Bósnia e Herzegovina |
| Albian Ajeti        | Basileia            | Albânia · Kosovo               |
| Anto Grgić          | Schlieren           | Croácia                        |
| Blerim Džemaili     | Tetovo              | Kosovo · Albânia               |
| Breel Embolo        | Iaundé              | Camarões                       |
| Denis Zakaria       | Genebra             | Sudão do Sul · Zaire           |
| Djibril Sow         | Zurique             | Senegal                        |
| Dimitri Oberlin     | Iaundé              | Camarões                       |
| Edimilson Fernandes | Sião                | Cabo Verde                     |
| Eray Cömert         | Rheinfelden         | Turquia                        |
| Eren Derdiyok       | Basileia            | Turquia                        |
| François Moubandje  | Duala               | Camarões                       |
| Gélson Fernandes    | Praia               | Cabo Verde                     |
| Gökhan İnler        | Olten               | Turquia                        |
| Granit Xhaka        | Basileia            | Kosovo · Albânia               |
| Haris Seferović     | Sursee              | Bósnia e Herzegovina           |
| Johan Djourou       | Abidjan             | Costa do Marfim                |
| Josip Drmić         | Lachen              | Croácia                        |
| Kevin Mbabu         | Chêne-Bougeries     | França                         |
| Manuel Akanji       | Wiesendangen        | Nigéria                        |
| Nedim Bajrami       | Tetovo              | Macedónia do Norte · Albânia   |
| Léo Lacroix         | Lausana             | Suíça · Brasil                 |
| Loris Benito        | Aarau               | Suíça · Espanha                |
| Mario Gavranović    | Lugano              | Bósnia e Herzegovina · Croácia |
| Pajtim Kasami       | Andelfingen         | Albânia · Macedónia do Norte   |
| Ricardo Rodríguez   | Zurique             | Espanha · Chile                |
| Shani Tarashaj      | Hausen am Albis     | Albânia · Kosovo               |
| Timm Klose          | Frankfurt           | Alemanha · Suíça               |
| Ulisses Garcia      | Almada              | Cabo Verde                     |
| Valon Behrami       | Kosovska Mitrovica  | Albânia                        |
| Xherdan Shaqiri     | Gjilan              | Albânia · Kosovo               |
| Yvon Mvogo          | Iaundé              | Camarões                       |

### Atuando por outras seleções
Há também o inverso: jogadores nascidos na Suíça, mas que optaram por defender outras nações (geralmente, filhos de imigrantes que optam por defender a nação de seus pais), com um grande número de jogadores optando por jogar em seleções dos Bálcãs (muitos dos nomes chegaram a defender as cores suíças nas categorias de base, mas acabaram aceitando convites de outras seleções na categoria adulta), como o italiano Roberto Di Matteo. O nome de maior peso na lista talvez seja o de Ivan Rakitić, craque que ajudou a seleção croata a chegar à final da Copa do Mundo e que, apesar de ter nascido na Suíça e ter atuado nas categorias de base dos helvéticos, optou por defender a seleção principal da nação de seus pais. Zdravko Kuzmanović e Taulant Xhaka também são nomes de destaque, além de Florent Hadergjonaj, que chegou a defender a Suíça na categoria principal, mas agora defende Kosovo. Outros nomes da atualidade são:
| Jogador             | Local de Nascimento | Seleção que defende  |
| ------------------- | ------------------- | -------------------- |
| Alban Pnishi        | Zurique             | Kosovo               |
| Aleksandar Prijović | São Galo            | Sérvia               |
| Amir Abrashi        | Bischofszell        | Albânia              |
| Arlind Ajeti        | Basileia            | Albânia              |
| Benjamin Kololli    | Aigle               | Kosovo               |
| Berat Djimisiti     | Zurique             | Albânia              |
| Danijel Milićević   | Bellinzona          | Bósnia e Herzegovina |
| Florent Hadergjonaj | Langnau im Emmental | Kosovo               |
| Freddie Veseli      | Renens              | Albânia              |
| Hekuran Kryeziu     | Lucerna             | Kosovo               |
| Ivan Rakitić        | Rheinfelden         | Croácia              |
| Migjen Basha        | Lausana             | Albânia              |
| Shkëlzen Gashi      | Zurique             | Albânia              |
| Taulant Xhaka       | Basileia            | Albânia              |
| Thierry Moutinho    | Genebra             | Portugal             |
| Zdravko Kuzmanović  | Tune                | Sérvia               |

### Curiosidades
- Quando a FIFA reconheceu a Seleção Kosovar de Futebol e a autorizou a disputar competições oficiais (como as eliminatórias para a Eurocopa e Copa do Mundo), uma certa apreensão se instalou nos bastidores da seleção da Suíça. Como a equipe do Kosovo era recém-criada, lhes foi permitido convocar jogadores lá nascidos ou que tivessem origem kosovar, mesmo que já tivessem atuado por outras seleções. Então a Suíça se viu ameaçada de perder alguns de seus maiores talentos, como Xherdan Shaqiri, Granit Xhaka, Valon Behrami, Blerim Džemaili e Shani Tarashaj. Mas mesmo após o convite, os jogadores citados acima optaram por continuar a defender a Suíça, apesar de suas raízes kosovares. Florent Hadergjonaj, que havia defendido a seleção suíça, optou por trocar de nação e agora defende Kosovo

- Durante a Eurocopa de 2016, quis o destino que Suíça e Albânia caíssem no mesmo grupo e se enfrentassem, acontecendo assim pela primeira vez na história da Eurocopa uma partida com irmãos defendendo equipes rivais, com Granit Xhaka atuando pela Suíça e Taulant Xhaka em campo pela Albânia.[5] Além dos dois irmãos se enfrentando, tivemos muitos jogadores com descendência albanesa atuando pela seleção suíça e também jogadores nascidos na Suíça vestindo as cores da Albânia. A partida foi vencida pela Suíça por 1x0, com gol de Schär (que não tem raízes albanesas).

- Além dos irmãos Xhaka, os irmãos Arlind e Albian Ajeti também defendem seleções diferentes. Ambos nasceram na Basileia, mas Arlind defende a Albânia, nação de seus pais, e Albian defende a Suíça. Há ainda um terceiro irmão, Adonis (gêmeo de Albian), que ainda não defendeu nenhuma seleção principal (após passagens pelas seleções de base da Suíça).

- Na Copa do Mundo de 2018 Suíça e Sérvia se enfrentaram pelo Grupo E. A seleção sérvia vencia a partida por 1x0, mas sofreu a virada com gols de dois jogadores de origem kosovar-albanesa: Granit Xhaka e Xherdan Shaqiri. Ambos causaram polêmica ao comemorarem fazendo com as mãos um gesto que remetia à águia de duas cabeças presente na bandeira albanesa, visto como uma manifestação política referente à disputa do território de Kosovo (território de maioria étnica albanesa, que declarou unilateralmente sua independência da Sérvia). Alguns suíços também não ficaram satisfeitos com a atitude e alguns torcedores mais radicais enxergaram como um desrespeito às cores da seleção suíça.[6]

## Rivalidades

### Alemanha
Muitos suíços encaram a Alemanha como um rival, mesmo com toda a disparidade técnica e de tradição entre as equipes. Os alemães são vistos pelos suíços como um rival muito superior a ser batido, algo como "Davi vs. Golias", e qualquer resultado diferente de uma derrota contra é visto com bons olhos, especialmente quando levado em conta o retrospecto amplamente favorável para os alemães. Também não é incomum ver a torcida suíça se alegrar com derrotas ou tropeços dos vizinhos da Alemanha (como a queda alemã ainda na primeira fase durante a Copa do Mundo FIFA de 2018). Os alemães se sagraram campeões na Copa do Mundo FIFA de 1954, sediada pela Suíça.

### Áustria
Os suíços descrevem a rivalidade com a Áustria como um adversário do mesmo patamar, que pode ser encarado de igual para igual. Alguns, inclusive se referem aos jogos contra os austríacos como se fosse uma "briga entre irmãos" (algo semelhante aos brasileiros, que chamam os argentinos de "hermanos"). Parte da rivalidade vem das disputas históricas entre os países vizinhos. Áustria e Suíça sediaram em conjunto a Euro 2008, mas ambas acabaram eliminadas ainda na 1ª fase da competição. A Suíça sediou a Copa do Mundo FIFA de 1954 e foi eliminada nas quartas-de-final exatamente pelos austríacos por 7x5 (que foram eliminados na rodada seguinte pelos alemães). Os últimos 3 confrontos foram vencidos pelos suíços (o último disputado em 2015).

### Turquia
A rivalidade com os turcos se intensificou bastante após recentes embates, principalmente após a briga generalizada que aconteceu em 2005, ao fim da partida válida pela repescagem das Eliminatórias para a Copa do Mundo de 2006, em Istambul. Os turcos chegaram perto de conseguir a vaga, mas inconformados com a derrota partiram para cima dos suíços (juntamente com policiais e agentes de seguranças turcos). Uma imagem que veiculou bastante foi do chute desferido por Benjamin Huggel no assistente-técnico turco Mehmet Özdilek e um soco em Alpay Özalan (que acabara de chutar Marco Streller), que foi tratado pela imprensa turca como uma "covardia". O fato, porém, é que a imprensa turca omitiu a parte da imagem onde Özdilek agride um suíço primeiro, causando assim o revide de Huggel (que foi suspenso por 6 jogos por conta do chute), fato amplamente condenado pelos suíços (tanto o vídeo editado quanto o vídeo completo podem ser encontrados na internet). O incidente provocou a suspensão de alguns jogadores turcos e em hospitalização do zagueiro suíço Stéphane Grichting, além de acender uma grande rivalidade entre as duas seleções. A equipe da Suíça conta com alguns jogadores de descendência turca e já aconteceu de um de seus jogadores (Kubilay Türkyılmaz, filho de turcos) pedir para não entrar em campo contra a Turquia por receio de ser chamado de traidor.